# Templo de Sangri
El Templo de Sangri  (también «Templo de Deméter de Sangri») es un templo griego arcaico tardío en la isla de Naxos del grupo de las Cícladas, en el corredor de Gyroulas, a 1,5  km al sur de  (en griego: Σαγκρί, romanizado: Sangri). El templo fue construido alrededor del año 530 a. C. y es uno de los primeros templos griegos de orden jónico. Fue construido enteramente en mármol de Naxos.

## Historia de la investigación
El templo fue investigado por Nikolaos Kondoleon en 1949  luego fue excavado e investigado entre 1976 y 1985 bajo la dirección de Vassilis Lambrinoudakis y Gottfried Gruben por personal de la Universidad de Atenas y de la Universidad Técnica de Múnich. A continuación se llevó a cabo una restauración parcial y en agosto de 2001 se inauguró la construcción de un pequeño museo adyacente. Aún está pendiente la publicación final de la investigación.

## Estructura
El templo presenta muchas características inusuales. La planta, por ejemplo, es casi cuadrada, de 13,29 × 12,73 m, mientras que los templos griegos, especialmente los de la primera época, son alargados. La fachada está orientada al sur, en lugar de al este, como es habitual, o al menos al oeste. El templo se eleva sin una estructura escalonada, el crepidoma, solo sobre la eutinteria, que también forma el estilóbato de las columnas.

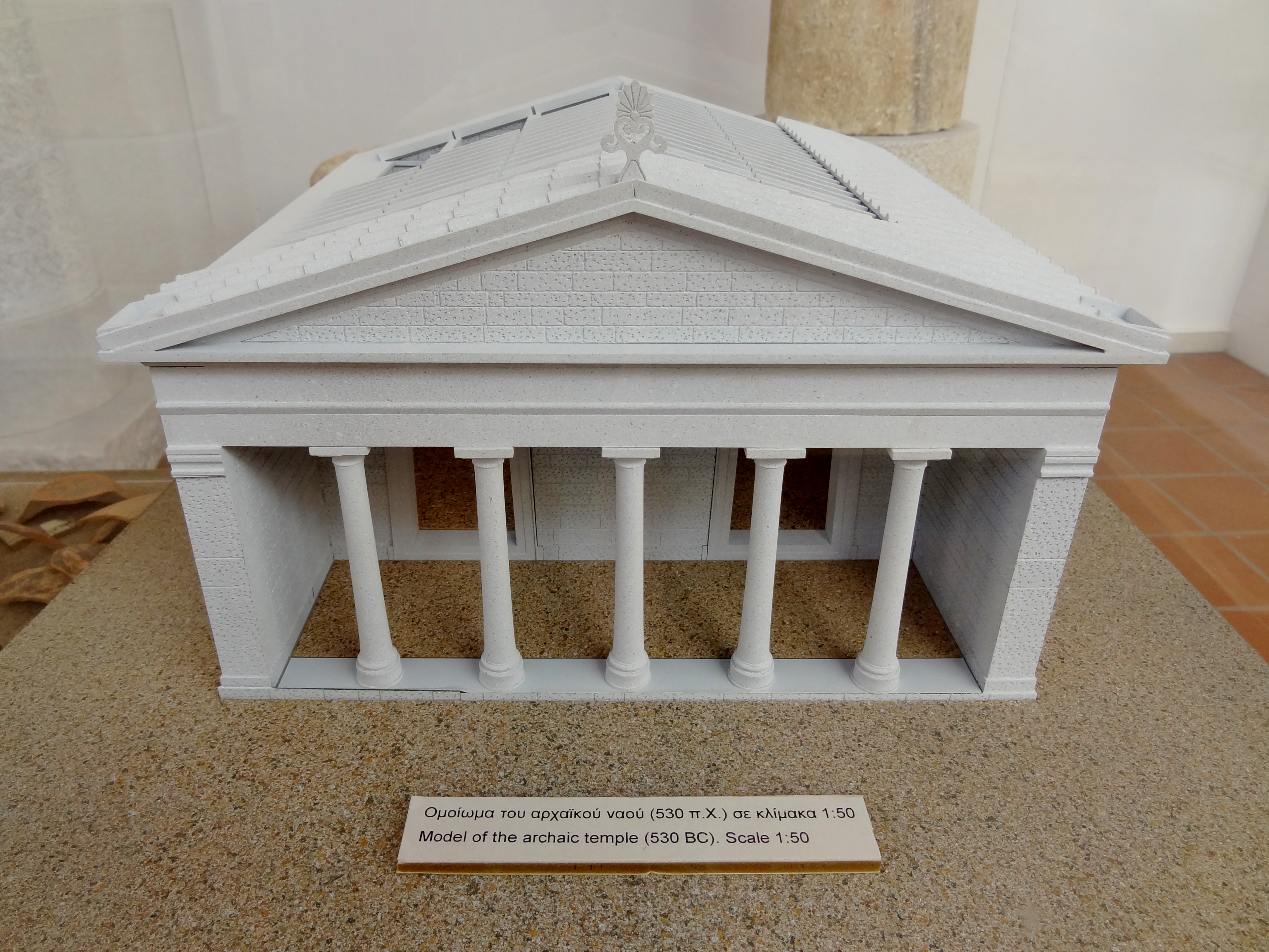
Maqueta del templo.

La fachada estaba formada por cinco columnas en antas. Los fustes lisos de las columnas descansaban sobre basas de diseño samio, aunque sin estrías. De forma bastante inusual, los fustes muestran una ligera hendidura a medida que aumenta la altura de la columna, mientras que las columnas de época arcaica y clásica suelen presentar un ligero abombamiento del fuste, la éntasis. Los capiteles finales con coronas de hojas no estaban esculpidos, el ornamento estaba simplemente pintado sobre el equino de doble curvatura, mientras que el ábaco siguiente estaba decorado con una banda.
En el arquitrabe liso, oculto tras los paneles de la fachada, se encontraban las cabezas de las vigas frontales del techo de mármol más antiguo conocido de la arquitectura antigua, que abarcaba los pronaos espacialmente contiguos. Siete vigas de casi cuatro metros de largo formaban la subestructura portante (correa) de este techo. Todas las vigas estaban curvadas 2 cm hacia arriba, lo que se trasladó a todos los siguientes elementos estructurales del techo y forma parte de la curvatura que recorre el edificio.
Dos puertas correspondientes al segundo y quinto intercolumnio de la columna frontal daban acceso a la cella. Los marcos de las puertas estaban decorados con bandas revestidas de perlas y rodeos toscamente trabajados, los umbrales tenían un cimacio pintado, mientras que el dintel simplemente se había dejado liso.
La cella estaba dividida en dos transeptos por cinco columnas que atravesaban la sala. Se correspondían con las columnas de la fachada. Las columnas interiores, que aumentaban su altura de 5,40 m a 6,46 m hacia el centro de la sala, tenían el mismo diámetro inferior de columna de 50 cm a pesar de sus diferentes dimensiones, violando así todas las reglas de proporción arcaicas. En realidad, deben considerarse pilares redondos. Al igual que las columnas frontales, se apoyaban sobre bases lisas de Samos, que, sin embargo, no tenían toroide. Llevaban las correas de mármol de un tejado a dos aguas, de unos 4 m de longitud cada una, hasta la pared frontal y posterior. Sobre las correas descansaban vigas de mármol de unos 2 m de longitud y solo 20 cm de altura, cubiertas con tejas de mármol. La luz del día penetraba difusamente en el interior a través de las tejas de 2 a 4 cm de grosor, incluso cuando las puertas de la cella estaban cerradas.

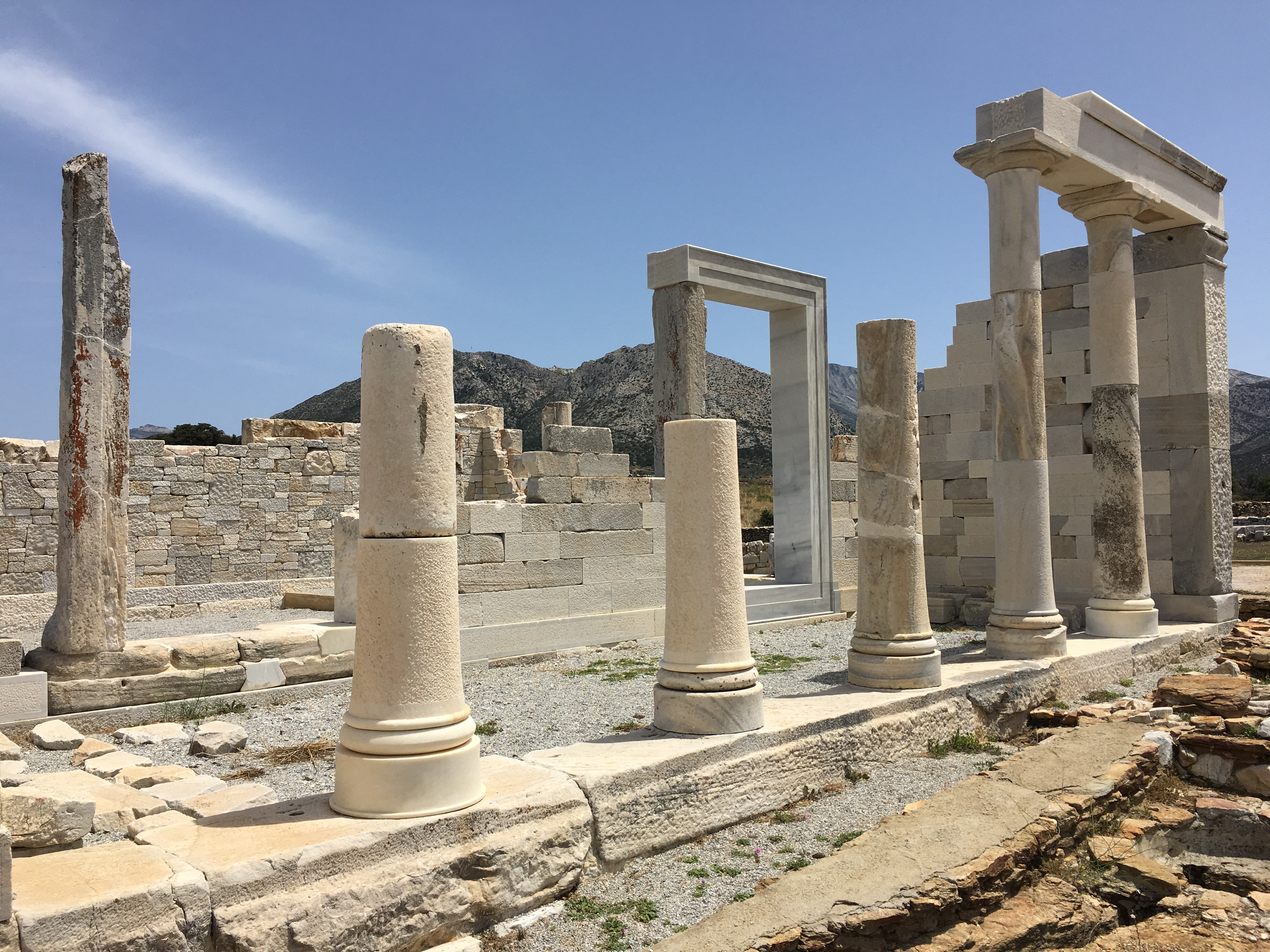
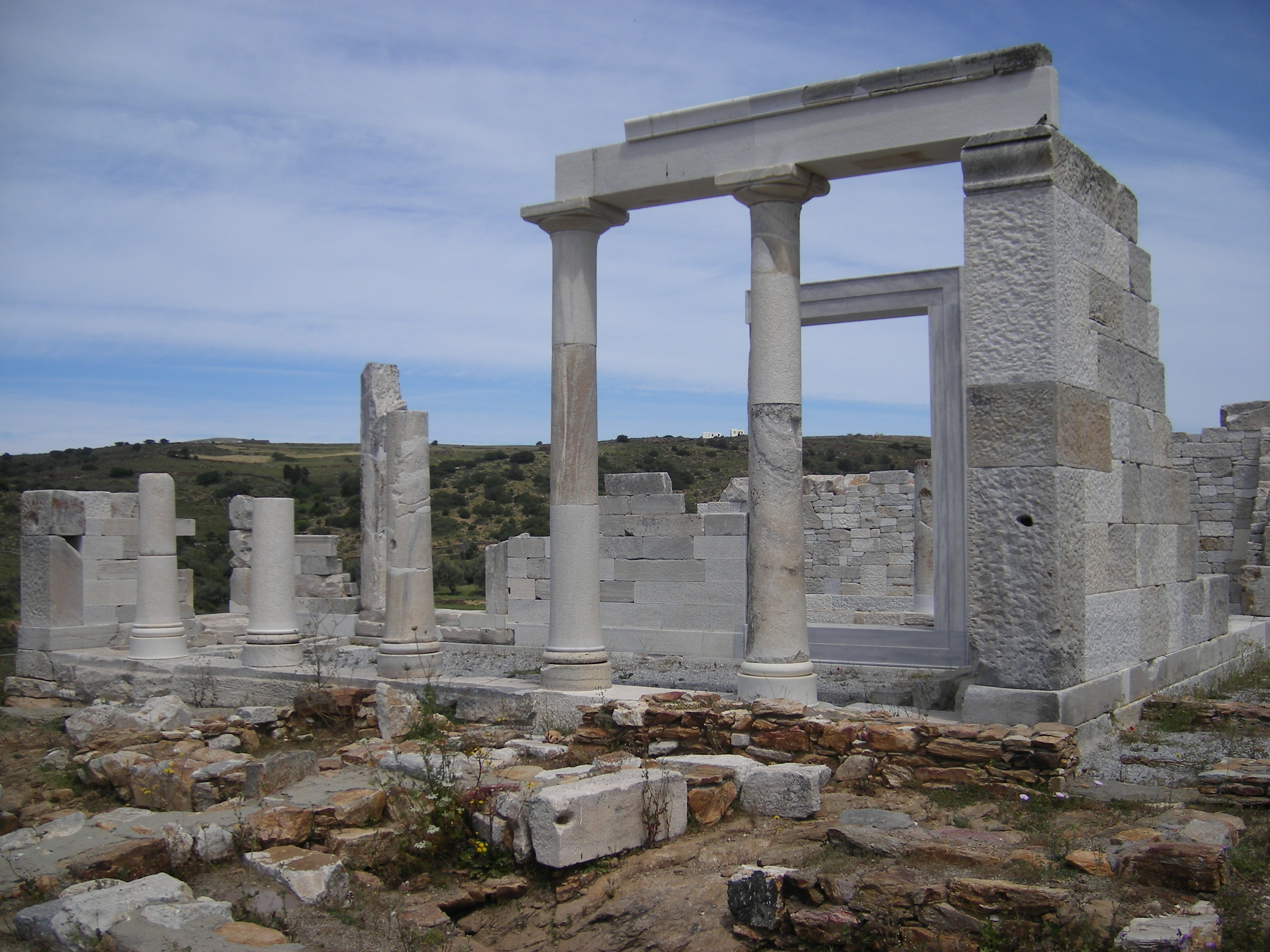
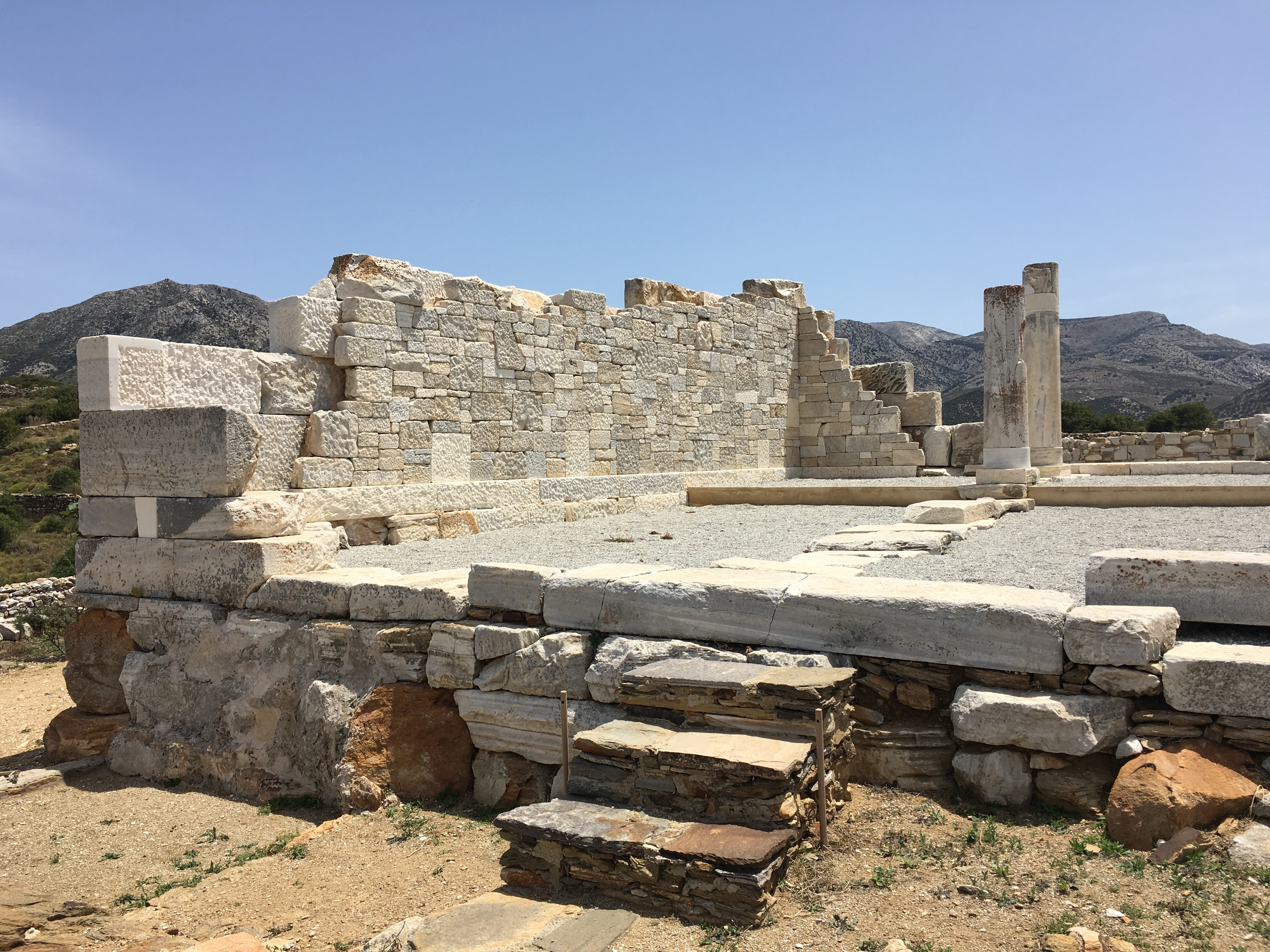
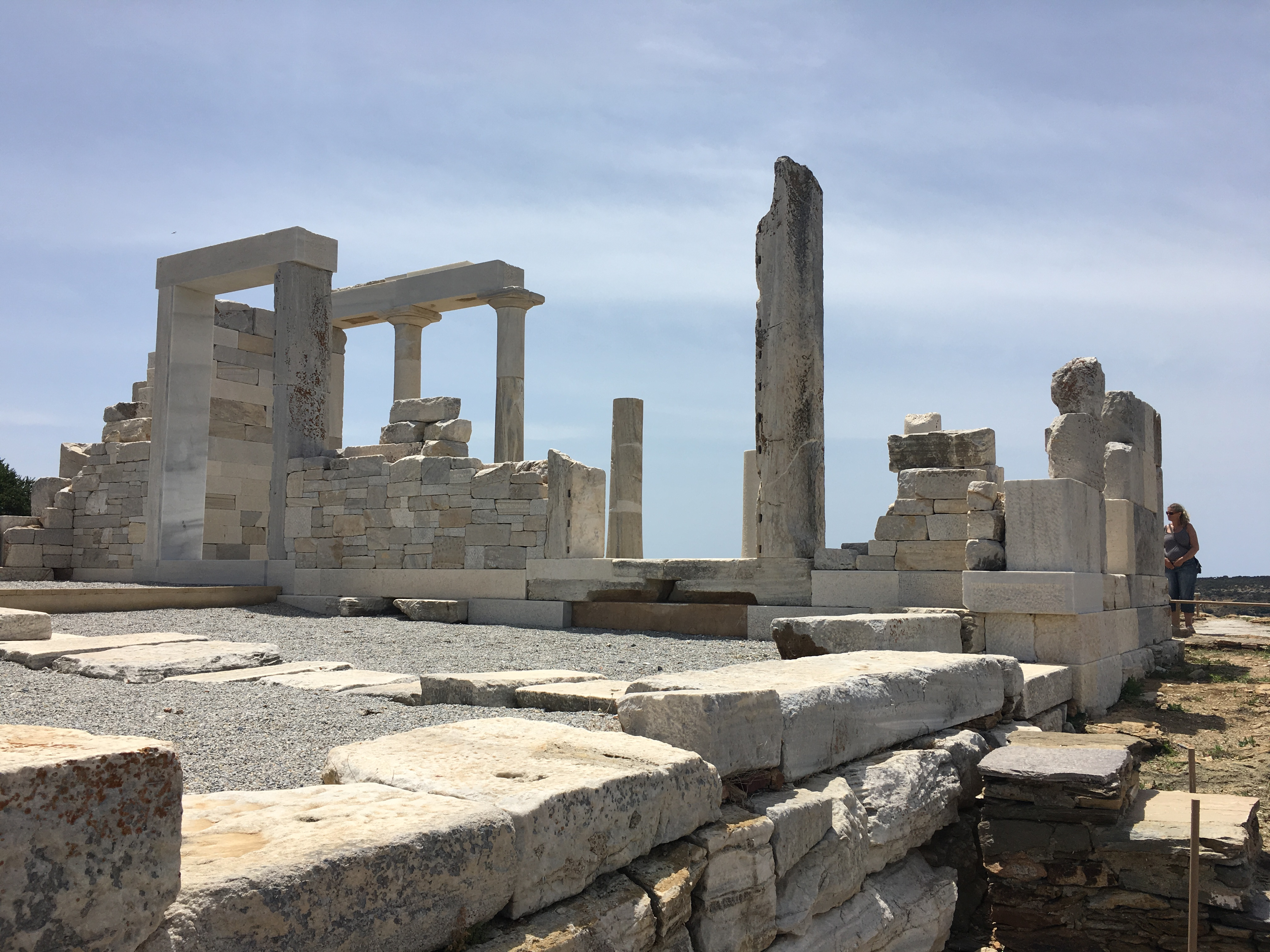

Resulta impresionante que todo el edificio, que fue construido únicamente con piezas de mármol, esté completamente cubierto por una curvatura, para la que cada elemento constructivo tuvo que ser fabricado individualmente para su posición. Al mismo tiempo, este tipo de fabricación facilita la reconstrucción, ya que, tras una medición exacta, se puede determinar la posición original de un gran número de los aproximadamente 1600 componentes conservados.

## Historia
El templo fue construido hacia el año 530 a. C., en un santuario probablemente dedicado a Deméter, posiblemente con Core, según los hallazgos. Debido a este hecho, pero también a su inusual forma, el templo es repetidamente referido como un Telesterion. Sin embargo, también hay referencias a un culto a Apolo en el lugar. En el siglo VI d. C., el templo fue demolido en gran parte y se construyó una basílica cristiana de tres naves con sus piedras en el mismo lugar.